# Anaplectoides protensa
Anaplectoides protensa là một loài bướm đêm trong họ Noctuidae.